# Campo localista
Campo localista ou grupos localistas e de autodeterminação referem-se aos vários grupos com ideologias localistas em Hong Kong. Surgiu dos movimentos sociais pós-anos 80, no final dos anos 2000, que se centravam na preservação da autonomia da cidade e dos estilos de vida locais e se opunham à crescente invasão percebida do governo chinês na gestão da cidade dos seus próprios assuntos políticos, económicos e sociais.
Embora agrupados com o campo pró-democracia, eles têm uma visão distinta, pois defendem o direito dos habitantes de Hong Kong à autodeterminação. Enquanto elementos mais moderados defendem maior autonomia, permanecendo parte da China, os elementos mais radicais pedem o retorno ao domínio britânico ou a independência total como um estado soberano. Alguns também defendem uma postura mais agressiva e militante contra o governo do continente na defesa dos interesses locais. Por essa razão, são rotulados como “radicais” e “separatistas” pelo governo chinês.
Os localistas ganharam força significativa após protestos generalizados em 2014 contra a decisão do governo chinês de pré-selecionar candidatos a chefe do Executivo antes de permitir que fossem escolhidos pelo público em geral nas eleições de 2017. Após esses protestos, vários partidos políticos localistas foram formados, organizando protestos e participando das eleições para o Conselho Legislativo. Eles ganharam um total de seis cadeiras (excluindo Claudia Mo) com dezenove por cento dos votos (excluindo Claudia Mo e Gary Fan) na eleição do Conselho Legislativo de 2016.
Após a eleição de 2016, localistas como Nathan Law, Lau Siu-lai, Baggio Leung e Yau Wai-ching foram destituídos do Conselho Legislativo devido à controvérsia sobre a tomada de juramento. Após os protestos de 2019-2020 em Hong Kong, os localistas foram amplamente absorvidos pelo espectro mais amplo do campo pró-democracia. Como resultado da lei de segurança nacional de 2020, muitos partidos localistas foram dissolvidos e muitas figuras localistas notáveis foram presas ou exiladas.